# Centre d'instruction et d'entraînement au combat en montagne
Le centre d'instruction et d'entraînement au combat en montagne (CIECM), centre d'aguerrissement en montagne de l'armée de terre française, était situé dans la vallée de l'Ubaye à Barcelonnette, dans les Alpes-de-Haute-Provence.

## Histoire
Le CIECM-24e BCA est créé en 1990 à la suite de la dissolution du 11e bataillon de chasseurs alpins (BCA) et il reprend les traditions du 24e BCA en 1993. Il occupe alors le quartier Craplet à Barcelonnette, le quartier Breissand à Jausiers, le casernement de Restefond et le chalet de Maison Méane.
En juillet 1999, le 24e bataillon de chasseurs alpins est dissous pour ne laisser place à la seule appellation CIECM.
Le 1er juillet 2008, le CIECM est fusionné avec le Centre national d'aguerrissement en montagne (CNAM) de Briançon dont il devient un détachement.
Accompagnant le CNAM dans sa disparition, il a été dissous le 10 juin 2009.
Les locaux de Barcelonnette sont désormais vides de toute activité militaire. L'armée de terre quitte la vallée de l'Ubaye où elle était présente et bien acceptée de ses habitants depuis plus de 150 ans.

## Organisation
Le centre d'instruction et d'entraînement au combat en montagne comptait environ 130 personnels. Ils étaient répartis en 3 stages chargés de l'instruction des unités accueillies, et d'une compagnie d'administration et de soutien, ou œuvrait notamment la dernière Section d'éclaireurs-skieurs, composée principalement d'EVAT, tous spécialisés dans le domaine de l'aguerrissement en montagne. Le centre était entièrement basé au quartier Craplet mais conserva le site de Restefond pour l'aguerrissement, le plus haut champ de tir d'Europe. Basé à 2 500 mètres d'altitude, ce site fut propice aux entrainements et aux tirs en altitude, en toutes saisons, toutes conditions, ce qu'aucun champ de tir n'offre ailleurs.
Chefs de corps :
- lieutenant-colonel Bernard Sarrailh 1990-1992
- lieutenant-colonel Gamba 1992-1993
- lieutenant-colonel Angles Dauriac 1993-1995
- lieutenant-colonel Auzias 1995-1997
- lieutenant-colonel Bruno Beth 1997-1999
- lieutenant-colonel Colin 1999-2001
- lieutenant-colonel Desroche 2001-2003
- lieutenant-colonel Éric de Guillebon 2003-2005
- lieutenant-colonel Christian Rollier 2005-2007
- lieutenant-colonel Franck Richard 2007-2008

## Section éclaireurs skieurs (SES)
Les SES au sein des bataillons ont toujours été composées de l'élite des soldats de montagne, reconnaissable à l'étoile bleue portée sur le passant d'épaule. Leur mission n'a cessé d'évoluer, d'abord en URH (Unités de recherche humaine), puis en GCM (Groupe de commandos de montagne).
La SES, basée au CIECM, dernière section à porter ce nom historique, est composée d'une quinzaine de militaires du rang et de deux sous-officiers. Tous spécialisés dans le combat en montagne, ce sont des soldats extrêmement endurants et très compétents techniquement (souvent titulaires de brevets d'État sportifs ou fédéraux).
Leur mission : soutenir les stagiaires par la réalisation d'équipements de passage en montagne, plastronner les unités, et dispenser des formations plus techniques sur le déplacement en montagne (ski, escalade, canyon).
La dernière SES française disparaît avec le CIECM, lors de sa dissolution en 2009.

## Missions
En 1994, l'Armée de Terre se dote du Complexe d'aguerrissement des Alpes (CAA), regroupant le Centre national d'aguerrissement en montagne (CNAM) de Briançon et le Centre d'instruction et d'entraînement au combat en montagne (CIECM) de Barcelonnette, dans le but d'aguerrir ses unités en mettant à profit le milieu montagnard (Briançonnais, Queyras, Ubaye).
L'aguerrissement est l'ensemble des procédés et des mises en situation individuelle et collective contribuant à améliorer l'aptitude opérationnelle des hommes et de leur cellule d'emploi en les confrontant, sous les ordres de leurs chefs, aux difficultés d'ordre physique et psychologique liées à l'exécution de missions dans des conditions et dans un milieu inhabituels et hostiles.
Le but de l'aguerrissement est de développer les capacités de réaction du combattant afin qu'il puisse remplir sa mission malgré les imprévus, la fatigue et le stress du combat.
Le Centre participe ainsi à la formation de 3 500 stagiaires par an, principalement des unités dites « non alpines » et donc peu habituées au combat en région montagneuse. C'est le seul outil permettant de former les stagiaires à des opérations extérieures comme l'Afghanistan.